# Августово (усадьба)
Усадьба Августово — частично сохранившийся памятник усадебно-парковой архитектуры XVIII века. Располагалась на левом берегу Немана.

## История

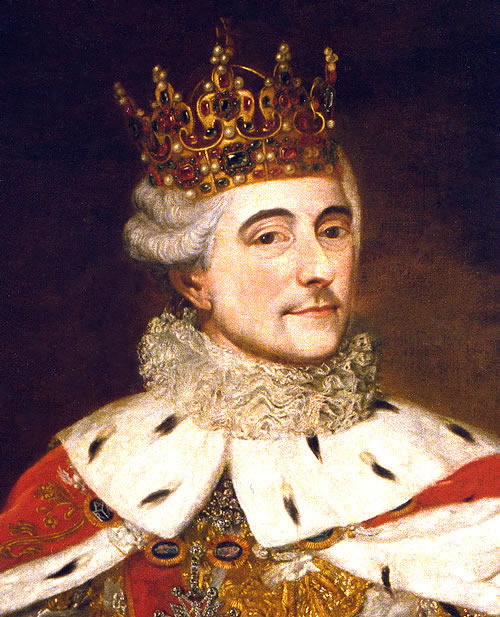
Король Станислав Август Понятовский — первый хозяин усадьбы.

Дворец в Августово, как и комплексы в Станиславово и Понемуне, был построен графом Антонием Тизенгаузом во второй половине XVIII века, для последнего правителя страны Станислава Августа Понятовского. Традиционно считается, что архитектором королевского дворца был Джузеппе де Сакко, но существует гипотеза об авторстве Фердинанда Накса. Сакко и Накс руководствовались сходными эстетическими положениями, так как испытывали влияние художественной программы двора Станислава Августа, созданной при участии самого короля.

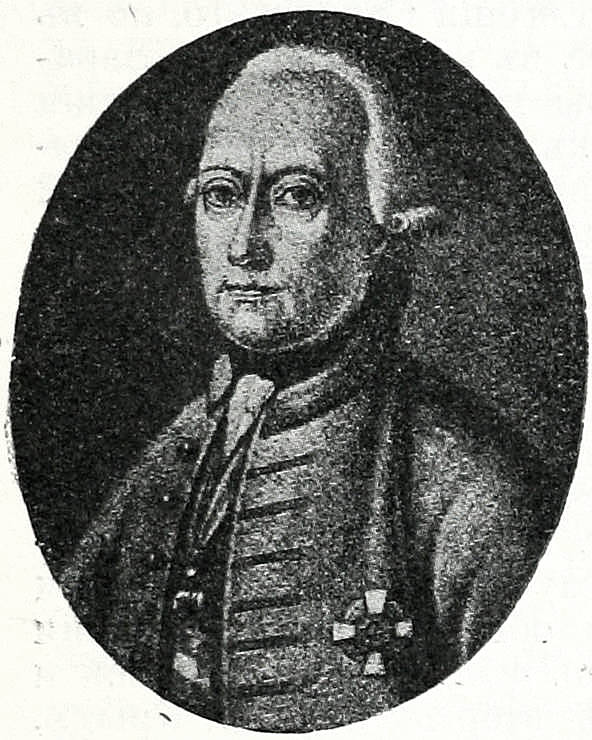
Борис Ласси. Получил Августово от Екатерины II в качестве награды за военные заслуги.

Из дневника графа Ильи Безбородко известно, что король использовал особняк в качестве путевого дворца: «Вечером король ездил верхом за Неман. В Лососно он наблюдал за занятиями батальона стрелков, заехал во дворец в Августове и в 10 вечера вернулся в замок».
После короля усадьба перешла к генералу Борису Петровичу (Морицу, Маурицию) де Ласси, который происходил из известного ирландского рода, давшего несколько выдающихся полководцев. Затем имение унаследовал племянник генерала — Патрик О’Брайен де Ласси. Позднее Августово принадлежало Александру О’Брайен де Ласси, сыну Патрика и его жены Юлии Ван Дамме.
В 1921 году усадьба была поделена между Теренцием и Маурицием О’Брайен де Ласси. Первый получил участок с бывшим королевским дворцом, второй — ту часть имения, где находились семейная часовня-усыпальница и корчма XVIII века. Здание корчмы было перестроено Маурицием и получило статус семейной резиденции.
Вместе с женой Надеждой, происходившей из давней княжеской семьи ВКЛ — рода Друцких, Мауриций занимался благотворительностью. Кроме того, Надежда Друцкая, будучи писательницей и переводчицей, организовала «Общество любителей литературы и искусств имени Элизы Ожешко». Благодаря Надежде, в имении гостили известные польские литераторы: Мария Домбровская, Юлиан Тувим, Ян Парандовский и Станислав Виткевич.
О’Брайен де Ласси выехали в Варшаву в 1939 году.

## Архитектура
Доминантой композиции являлся небольшой королевский дворец, который, вместе с двумя флигелями, образовывал парадный двор. На значительном расстоянии от главного здания располагались семейная часовня-усыпальница де Ласси и корчма, позднее перестроенная в резиденцию.

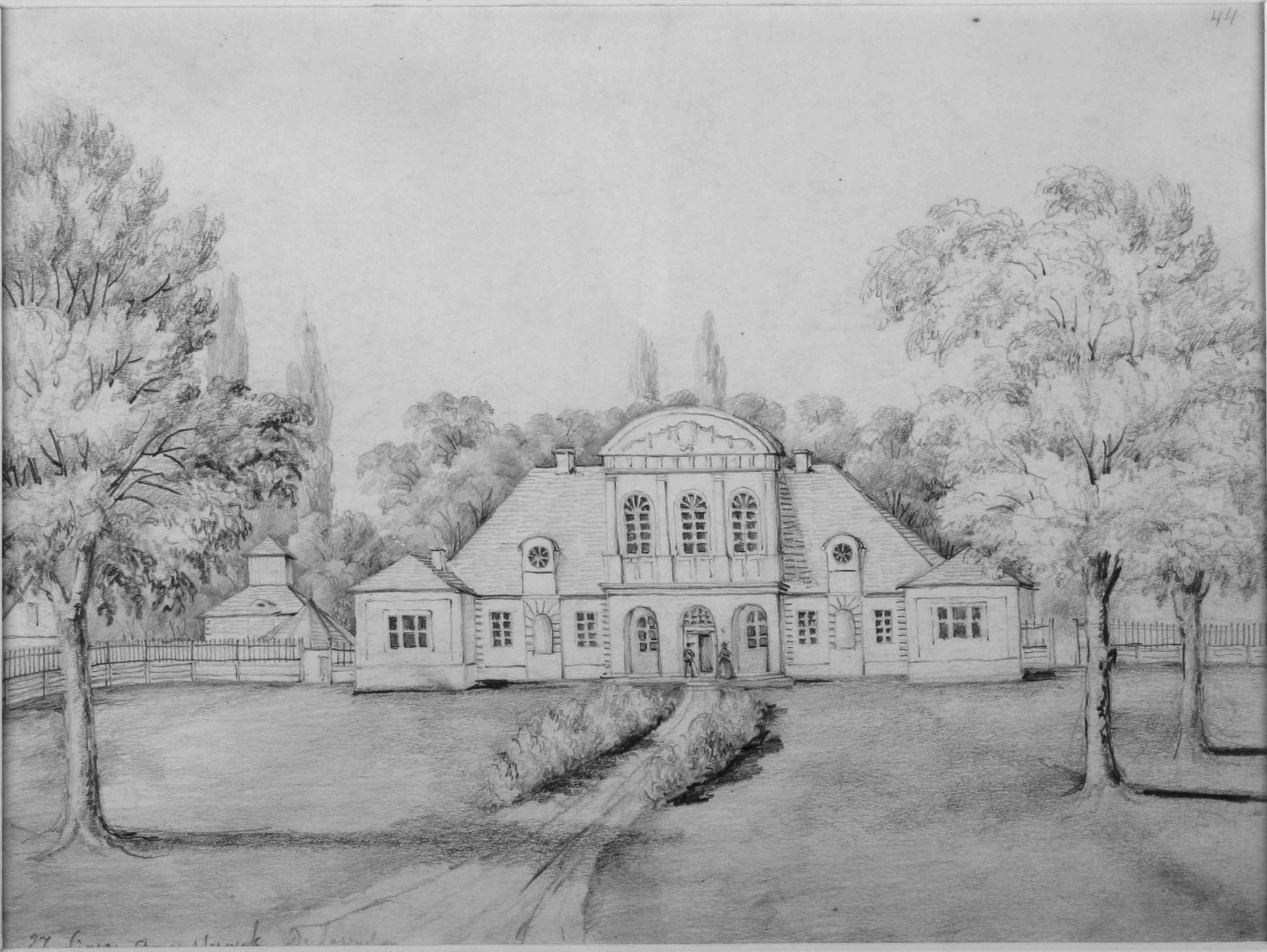
Дворец в Августово во второй половине XIX века. Рисунок Н. Орды.

### Королевский дворец и парк
Бывшая королевская резиденция располагалась на проезжей части современной улицы Репина, примерно напротив детского сада № 20 (Репина 35).
Главное здание представляло собой небольшой каменный дворец. Обладая скромными размерами, строение, однако, отличалось довольно пышным декором. Передний фасад украшали лепные гирлянды, а кроме того: две большие ниши, предназначенные для скульптур, руст и четырёхпилонный портик. Во фризе, между триглифами, помещались редкие на землях ВКЛ декоративные элементы — букрании.
На парковом фасаде дворца, как и в усадьбе Станиславово, имелась королевская монограмма «SAR». На уровне высокой крыши помещались округлые люкарны, гармонировавшие с подобным окном во фронтоне, где, кроме окна, находилась большая гирлянда.
Въездные ворота были декорированы двумя вазами.
Перед главным зданием стояли два флигеля, почти лишённые декора.
В интерьере, по информации историка Игоря Трусова, находились портреты Екатерины II, кисти Иоганна Лампи, а также серебряная люстра. Домашний архив усадьбы, по некоторым данным, содержал письма Наполеона к Борису Петровичу де Ласси, в которых император хвалил боевые заслуги генерала.
Дворец пострадал в период I Мировой войны и позднее, согласно краеведческим исследованиям, был восстановлен. Однако в 60-х годах XX века особняка уже не было.
Пейзажный парк сохранял некоторые черты предыдущей, ещё регулярной, планировки. На территории усадьбы были устроены пруды, видимо, имевшие хозяйственное предназначение.
Парк усадьбы сохранился лишь фрагментарно.

### Корчма и часовня
Корчма была построена на окраине усадьбы в конце XVIII века. В 20-х годах XX века перестроена Маурицием О’Брайен де Ласси, после чего являлась его резиденцией. Небольшое здание особняка имело сдержанный декор в стиле классицизма. Со стороны двора располагается полукруглый ризалит. Здание сохранилось.
Часовня-усыпальница построена в начале XIX века. Она предназначалась для захоронения членов рода де Ласси, в частности, видного полководца Бориса де Ласси. Храм имел посвящение Петру и Павлу и якобы должен был заключать в своей архитектуре отсылку к архитектуре собора Св. Петра в Риме.
Часовня представляет собой так называемую скрытую ротонду. Под полом круглого зала усыпальницы находится родовая крипта. Вход акцентирован двумя колоннами. Храм накрыт небольшим куполом. Часовню реставрировали в конце 90-х годов XX века. Однако декор восстановлен не полностью.
Неподалёку от часовни, в 2000-х годах, начато возведение костёла.

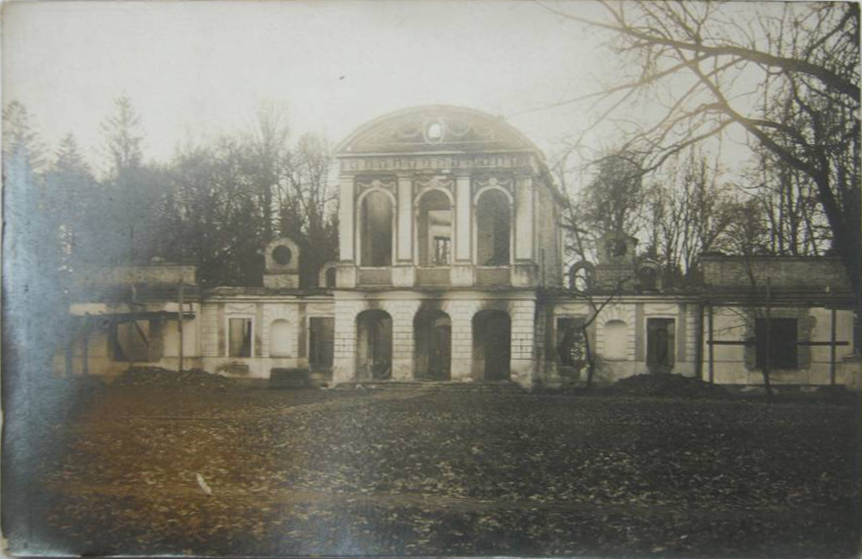
Главный фасад дворца.
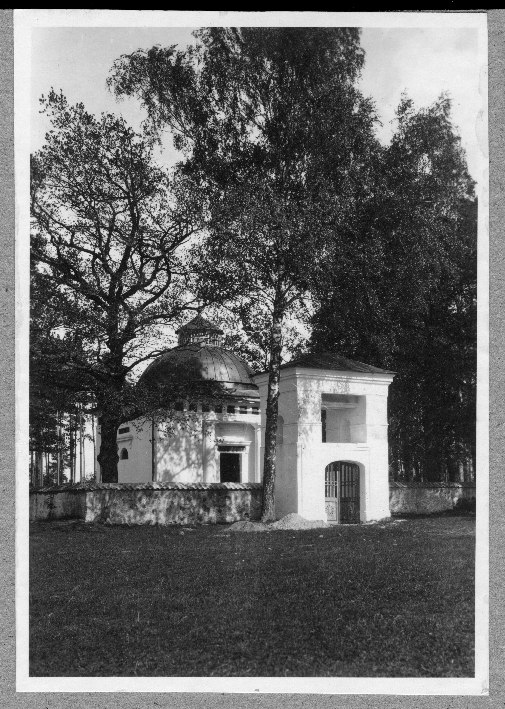
Часовня-усыпальница.
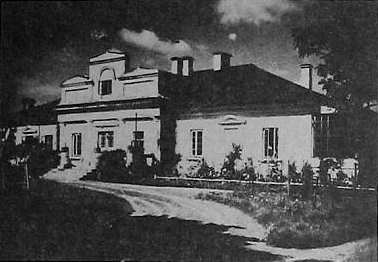
Корчма перестроенная в резиденцию де Ласси.